# Stadt Anatol
Pour plus de détails, voir Fiche technique et Distribution.
Stadt Anatol (en français : La ville d'Anatol) est un film allemand réalisé par Victor Tourjanski, sorti en 1936.

## Synopsis
Il y a beaucoup d'agitation à Anatol, petite ville isolée dans la Turquie, lorsque l'aventurier Jacques Gregor atterrit avec un avion au milieu d'une prairie. Pour Jacques, c'est un retour aux sources, il est déjà venu ici alors qu'il voyageait comme un vagabond. Il explique à Franziska, qu'il a connue autrefois, qu'il a de grands projets pour ce bled au milieu de nulle part. Il veut extraire du pétrole ici et provoquer un véritable boom économique qui apportera une grande prospérité pour tous.
Jacques veut acheter l'ancienne mine de sel qui est la propriété de Franziska depuis la mort de son père. Franziska ne comprend pas pourquoi. Dans le sous-sol se trouve le pétrole, c'est ce qu'il explique à celle qu’il a connue enfant, mais elle doit garder cela pour elle. Même si elle ne comprend pas tout à fait, Franziska lui fait confiance et le laisse faire.
De grandes sommes d'argent sont investies dans le projet orgueilleux de Gregor, alors qu'on ne sait pas vraiment ce qu'il en est. Le marchand de melons croit à un projet d'irrigation, d'autres parlent d'une recherche d'un trésor. Pour Jaskulski, un balourd amoureux de Franziska, Jacques achète les tanières des ours et une ancienne carrière. Jaskulski croit que Jacques trompe Franziska.
Garcia, le commanditaire de Jacques resté à Istanbul, lui fixe une date limite assez proche. Soit il trouve du pétrole, soit il arrête de le financer. Aucun forage n'a donné encore de résultats positifs. Jacques doit emprunter une somme considérable à Jaskulski afin de poursuivre le forage. Il réussit enfin à trouver de l'or noir. Jacques est très heureux, il se voit vivre avec une fille de la ville d'Anatol, Sonja Yvolandi, dont la grand-mère a signé un accord de coopération avec Jacques pour l'exploitation du terrain et du sol. La grande bénéficiaire de l'arrivée du pétrole est la pauvre Franziska Maniu qui possède là où se trouve la majorité des sources.
Avec la réussite économique arrivent toutes sortes de personnages louches et de chercheurs de fortunes, des spéculateurs véreux et des profiteurs sans scrupules. L'apparition du combustible transforme les habitants de la ville autrefois tranquilles en des gens avides, préférant l'argent à l'amitié. Xaver, le serveur, ouvre son propre bar. Jaskulski, dont la propre prospection sur son vignoble lui a coûté beaucoup d'argent, noie dans du champagne coûteux sa jalousie envers Jacques, qui ne veut pas en réalité de Franziska. Mais la nouvelle riche ne l'écoute pas, elle est amoureuse de Jacques.
De plus en plus d'habitants détruisent leurs maisons en croyant trouver du pétrole dessous, tandis que d'autres commettent des crimes. Seuls l'envie et la jalousie les animent. La grand-mère Yvolandi remercie grandement Jacques Gregor. Elle organise une fête qui réunit la moitié de la ville.
Mais une nouvelle désastreuse tombe. Les forages ont atteint une nappe phréatique ! Beaucoup d'espoirs se brisent. Sonja voit son avenir avec Jacques Gregor voler en éclats et se détourne de lui, lui préférant Garcia. La société des Yvolandi est en faillite. Jaskulski boit jusqu'à en être inconscient.
Dans la nuit, se déclare un grand incendie, suivi d'une explosion. Jaskulski a posé de la dynamite afin de faire disparaître toutes les prospections. L'incendie s'étend bientôt à la ville d'Anatol, les nouveaux bâtiments brûlent. Une femme erre à travers les ruines fumantes. Franziska retrouve Jacques inanimé, le relève. En voyant la ville détruite, ils se promettent de se revoir.

## Fiche technique
- Titre : Stadt Anatol
- Réalisation : Victor Tourjanski, assisté d'Eduard von Borsody
- Scénario : Peter Francke (de), Walter Supper (de)
- Musique : Walter Gronostay
- Direction artistique : Otto Hunte, Willy Schiller (de)
- Costumes : Arno Richter
- Photographie : Karl Puth (de)
- Effets spéciaux : Theo Nischwitz
- Son : Carl-Erich Kroschke
- Montage : Eduard von Borsody
- Production : Alfred Greven
- Sociétés de production : Universum Film AG
- Société de distribution : Universum Film AG
- Pays d'origine :  Reich allemand
- Langue : allemand
- Format : Noir et blanc - 1,37:1 - Mono - 35 mm
- Genre : Film d'aventure, Propagande
- Durée : 93 minutes
- Dates de sortie :
  - Troisième Reich : 16 octobre 1936.

## Distribution
- Gustav Fröhlich : Jacques Gregor
- Brigitte Horney : Franziska Maniu
- Fritz Kampers : Jaskulski
- Rose Stradner : Sonja Yvolandi
- Olga Engl : La grand-mère de Sonja
- Harry Liedtke : Le directeur général Garcia
- Angelo Ferrari : Stefan
- Hela Gruel (de) : La femme de Stefan
- Gerhard Bienert : Un ouvrier de forage
- Paul Bildt : Un ouvrier de Stefan
- Josef Dahmen : Un ouvrier auprès de Gregor
- Aribert Wäscher : Le marchand de melons
- Else Reval (de) : La femme du marchand de melons
- Karl Hellmer : Xaver, un serveur
- Ernst Behmer : Un ivrogne
- Marina von Ditmar : Rosa, une danseuse
- Else Ehser (de) : La grand-mère de Rosa
- Philipp Manning (de) : Un ami de la grand-mère de Sonja
- Hilde Sessak (de) : La bonne de Franziska
- Ernst G. Schiffner (de) : Koroschek, un hôtelier
- Willi Schur (de) : Un pousseur de wagonnet turc
- Otto Stoeckel : Ledermann, un expert en pétrole
- Gertrud Wolle (de) : La sœur de Jaskulski
- Valy Arnheim (de) : Le chauffeur de Garcia
- Aruth Wartan : Un travailleur
- Erich Dunskus : Maître d'œuvre à la carrière

## Histoire
Le film s'inspire du roman Die Stadt Anatol de Bernhard Kellermann, paru en 1932.
Il est tourné de mai à juillet 1936. Il s'agit du premier film de Victor Tourjanski tourné en Allemagne. Dans le même temps, est tournée une version française, Puits en flammes. Les premiers rôles de cette version sont tenus par Josseline Gaël et Georges Rigaud.
La première du film a lieu le 16 octobre 1936 au Ufa-Palast am Zoo à Berlin.
C'est le dernier scénario de Walter Supper (de). Comme il refuse de se séparer de son épouse d'origine juive, il ne reçoit plus de commandes. Il n'est pas crédité pour un travail sur un film de 1942.
Le film est connu par sa citation par Adolf Hitler dans une tirade contre les Roumains.